# Aubrey Woods
Aubrey Harold Woods (Edmonton, 9 de abril de 1928-Barrow-in-Furness, 7 de mayo de 2013) fue un actor y cantante británico.

## Biografía
Woods realizó sus estudios en la Latymer School. Su primer papel protagonista fue a los 17 años cuando interpretó a Smike en Vida y aventuras de Nicholas Nickleby (The Life and Adventures of Nicholas Nickleby, 1947). En teatro, encarnó el papel de Fagin en la producción de Lionel Bart Oliver! en el New Theatre, junto a Nicolette Roeg y Robert Bridges. Interpretó a Alfred Jingle en el telefilm musical Pickwick para la BBC en 1969. Su papel más recordado fue el de Bill, el dueño de la tienda de dulces en Un mundo de fantasía (Willy Wonka & the Chocolate Factory), y donde canta "The Candy Man", un tema que fue grabado posteriormente con enorme éxito por Sammy Davis Jr.. A principios de los 70, colaboró en el musical Trelawny con su amigo Julian Slade.
Entre sus actuaciones en televisión destacan Z-Cars, Up Pompeii!, Doctor Who en el episodio "Day of the Daleks", Blake's 7, Auf Wiedersehen, Pet y Ever Decreasing Circles. También apareció en la producción teatral de Joseph and the Amazing Technicolor Dreamcoat en el London Palladium, banda sonora que sería grabada en agosto de 1991.